# Anglesola
Anglesola település Spanyolországban, Lleida tartományban. Anglesola Tornabous, Barbens, Tàrrega, Vilagrassa és Bellpuig községekkel határos. Lakosainak száma 1367 fő (2024).

## Népesség
A település lakosságának változását az alábbi diagram mutatja:
| Lakosok száma | 550  | 1547 | 2000 | 1732 | 1320 | 1293 | 1351 | 1360 | 1363 | 1367 |
|               | 1717 | 1887 | 1936 | 1960 | 1986 | 2004 | 2009 | 2014 | 2019 | 2024 |